# Осташево (Владимирская область)
Осташево — деревня в Гусь-Хрустальном районе Владимирской области России, входит в состав муниципального образования «Посёлок Иванищи».

## География
Деревня расположена в 12 км на север от центра поселения посёлка Иванищи, в 36 км на северо-запад от Гусь-Хрустального и в 7 км на северо-запад от ж/д станции Неклюдово на линии Владимир — Тумская.

## История
Деревня впервые упоминается в писцовых книгах монастырских и церковных земель Владимирского уезда 1637-1647 годов в составе Александровского прихода, в ней числилось 2 двора крестьянских и 2 бобыльских.
В XIX — первой четверти XX века деревня входила в состав Авдотьинской волости Судогодского уезда, с 1926 года — в составе Александровской волости Владимирского уезда. В 1859 году в деревне числилось 22 дворов, в 1905 году — 28 дворов, в 1926 году — 34 хозяйств.
С 1929 года деревня являлась центром Осташевского сельсовета Владимирского района, с 1940 года — в составе Николопольского сельсовета, с 1945 года — в составе Гусь-Хрустального района, с 1954 года — в составе Неклюдовского сельсовета, с 2005 года — в составе муниципального образования «Посёлок Иванищи».

## Население
| 1859 | 1905 | 1926 |
| ---- | ---- | ---- |
| 114  | 153  | 142  |

| 1859 | 1905 | 1926 | 2002 | 2010 | 2021 |
| ---- | ---- | ---- | ---- | ---- | ---- |
| 114  | ↗153 | ↘142 | ↘0   | ↗2   | ↗11  |